# Leiria
Leiria és un municipi portuguès, situat al districte de Leiria, a la regió del Centre i a la subregió de regió de Leiria. L'any 2021 tenia 128.860 habitants. Limita al nord amb Pombal, a l'est amb Ourém, a sud amb Batalha i Porto de Mós, al sud-oest amb Alcobaça i a l'oest amb Marinha Grande.

## Història
Leiria és l'antiga Collippo ó Callippo dels colimbris. Sertori envià a aquesta els habitants de Liria que acabava de conquistar. Els sueus se n'apoderaren l'any 414 i Leovigild la incorporà el 585 al regne visigot. El 715 caigué en mans musulmanes, encara que Fruela I la recuperà el 753, el califa de Còrdova Mahomet tornà a conquerir-la el 850.

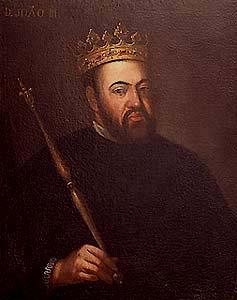
Retrat de Joan III de Portugal que li concedí el títol de ciutat a Leiria

El 1134 Alfonso Enriques la lliurà del jou àrab menant construir el seu castell amb baluards i muralles. El 1140, mentre Alfons I es trobava en guerra amb Alfons VII de Lleó i sent alcalde major del castell en Payo Guterres, el califa de Còrdova la prengué passant a ganivet els seus defensors i incendiant el monestir de Santa Maria da Pena.
Poc temps després fou rescatada després d'un setge sagnant, i Sanç I el 1195 li concedí grans privilegis per a facilitar la seva repoblació. El 1142 era força populosa, pel qual se li atorgà el títol de vila, residint-hi després els sobirans durant curtes estades. Joan III l'elevà a la categoria de ciutat amb bisbat el 1545. La seu episcopal fou suprimida el 1882.(¹)

## Població
| Població del concelho de Leiria (1801 – 2004) | Població del concelho de Leiria (1801 – 2004) | Població del concelho de Leiria (1801 – 2004) | Població del concelho de Leiria (1801 – 2004) | Població del concelho de Leiria (1801 – 2004) | Població del concelho de Leiria (1801 – 2004) | Població del concelho de Leiria (1801 – 2004) | Població del concelho de Leiria (1801 – 2004) | Població del concelho de Leiria (1801 – 2004) |
| --------------------------------------------- | --------------------------------------------- | --------------------------------------------- | --------------------------------------------- | --------------------------------------------- | --------------------------------------------- | --------------------------------------------- | --------------------------------------------- | --------------------------------------------- |
| 1801                                          | 1849                                          | 1900                                          | 1930                                          | 1960                                          | 1981                                          | 1991                                          | 2001                                          | 2004                                          |
| 37.930                                        | 29.803                                        | 54.422                                        | 55.234                                        | 82.988                                        | 96.517                                        | 102.762                                       | 119.847                                       | 124.701                                       |

## Freguesies
| - Amor - Arrabal - Azoia - Bajouca - Barosa - Barreira - Bidoeira de Cima - Boa Vista - Caranguejeira - Carreira | - Carvide - Chainça - Coimbrão - Colmeias - Cortes - Leiria - Maceira - Marrazes - Memória - Milagres | - Monte Real - Monte Redondo - Ortigosa - Parceiros - Pousos - Regueira de Pontes - Santa Catarina da Serra - Santa Eufémia - Souto da Carpalhosa |